# Tuxphone

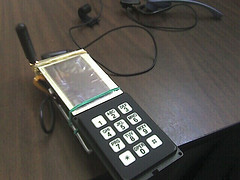
Prototyp till Tuxphone.

Tuxphone, formellt TuxPhone, är en mobiltelefon baserad på öppen källkod. Tanken är att vem som helst med grundläggande kunskap om lödning ska kunna bygga en.